# Jönsår
Jönsår är en ö i Finland. Den ligger i Skärgårdshavet och i kommunen Raseborg i den ekonomiska regionen  Raseborg i landskapet Nyland, i den sydvästra delen av landet. Ön ligger omkring 100 kilometer väster om Helsingfors.
Öns area är 17,1 hektar och dess största längd är 0,6 kilometer i nord-sydlig riktning.